# Skeletons (Album)
Skeletons ist das zehnte Studioalbum der Hard-Rock-Band Danzig um den Sänger Glenn Danzig. Das reine Coveralbum erschien am 27. November 2015 über Glenn Danzigs Label Evilive und AFM Records.

## Hintergrund
Glenn Danzig hatte schon lange Zeit vor, ein Coveralbum aufzunehmen. Erste Lieder, wie Devil’s Angels hatte er schon seit 1979 im Hinterkopf, ebenfalls war sicher einen Tribut an Elvis Presley auf das Album zu nehmen. Gitarrist Tommy Victor und Schlagzeuger Johnny Kelly waren an den Aufnahmen beteiligt. Glenn Danzig spielte jedoch auf fünf der zehn Lieder das Schlagzeug selbst ein. Er trat außerdem als Pianist, Bassist, Gitarrist und als Musikproduzent in Erscheinung. Chris Rakestraw zeichnete als Toningenieur und Gene Grimaldi für das Mastering verantwortlich.

## Cover und Titel
Das Cover des Albums zeigt Glenn Danzig zusammen mit der Pornodarstellerin Kayden Kross. Beide tragen die typische Misfits-Schminke. Für Danzig war es das erste Mal seit 35 Jahren, dass er dieses Makeup trägt. Bei der Position von Danzig und Kross auf dem Cover handelt es sich dagegen um ein Tribut an das David-Bowie-Coveralbum Pin Ups (1973). Das Motiv wurde von Fotograf Paul Brown fotografiert. Der Titel des Albums ist doppeldeutig. Er bezeichnet zum einen die Basis (quasi den Knochenbau) von Danzigs Musik, wie zum Beispiel Black Sabbath oder Elvis Presley, zum anderen referiert er auf die amerikanische Phrase „Skeletons in the closet“ (deutsch etwa: „Leichen im Keller“), also darauf, dass man gewisse Lieder nicht von ihm erwarten würde.

## Titelliste
| #   | Titel                | Komponist                                           | Originalinterpret        | Länge |
| --- | -------------------- | --------------------------------------------------- | ------------------------ | ----- |
| 1.  | Devil’s Angel        | Mike Curb, Guy Hemric, Jerry Styner                 | Davie Allen & The Arrows | 2:41  |
| 2.  | Satan                | Harley Hatcher                                      | Paul Wibier              | 4:14  |
| 3.  | Let Yourself Go      | Joy Byers                                           | Elvis Presley            | 2:57  |
| 4.  | N.I.B.               | Geezer Butler, Tony Iommi, Ozzy Osbourne, Bill Ward | Black Sabbath            | 5:04  |
| 5.  | Lord of the Thighs   | Steven Tyler                                        | Aerosmith                | 4:05  |
| 6.  | Action Woman         | Warren Kendrick                                     | The Litter               | 3:42  |
| 7.  | Rough Boy            | Billy Gibbons, Dusty Hill, Frank Beard              | ZZ Top                   | 4:43  |
| 8.  | With a Girl Like You | Reg Presley                                         | The Troggs               | 1:53  |
| 9.  | Find Somebody        | Eddie Brigati, Felix Cavaliere                      | The Young Rascals        | 3:48  |
| 10. | Crying in the Rain   | Howard Greenfield, Carole King                      | The Everly Brothers      | 2:44  |

## Songinfos
Zwei Lieder wurden aus obskuren Bikerfilmen der 1960er entnommen. Devil’s Angel aus dem Film Rebellen in Lederjacken (1967, OT: Devil’s Angels) stammt von Davie Allen & The Arrows. Laut eigener Aussage stellte Danzig das Arrangement des Songs bereits 1979 fertig, als er noch der Sänger der Misfits war. Schon damals hatte er Pläne eine Soloplatte mit Coverversionen aufzunehmen.
Satan wiederum stammt aus dem Film Die Sadisten des Satans (OT: Satan’s Sadists).
Crying in the Rain von Carole King und Howard Greenfield, im Original für The Everly Brothers geschrieben, schließt das Album. Dabei verwendete Danzig ein sparsam instrumentiertes Klavier-Arrangement, um das Album ausklingen zu lassen.
Nicht für das Album konnte Danzig eine Coverversion von Some Velvet Morning von Lee Hazlewood und Nancy Sinatra verwenden, die er mit Cherie Curie von The Runaways aufgenommen hatte. Der Urheber gab die Rechte nicht frei. Eine Variation eines Ennio-Morricone-Liedes wiederum gefiel ihm am Ende nicht und wurde deshalb weggelassen.

## Musikstil
Danzig veränderte die Arrangements zu den einzelnen Songs so, dass sie zu seinem Mix aus Hard Rock, Metal und Rockabilly passen. So wurde Aerosmiths Lord of the Thighs tiefer gespielt. Auch N.I.B. von Black Sabbath, dessen Original dem Stil von Danzig schon sehr nahe kommt, wurde umarrangiert, so dass der Bass später einsetzt. Außerdem wurden Kirchenglocken eingefügt. Bei Rough Boy von ZZ Top störte ihn am Original die Breaks vor dem Refrain, die er bei seiner Version einfach entfernte. Glenn Danzig selbst sprach von einer „Danzifizierung“ der Stücke. Einige der Stücke, insbesondere Devil’s Angel, Action Woman und With a Girl Like You sind im Stile von Danzigs früherer Band The Misfits gehalten. Die Produktion ist rau und ohne viele Schnörkel. Dadurch erinnert das Album eher an sein Frühwerk als an aktuellere Veröffentlichungen.

## Erfolg
Das Album erreichte Platz 198 der US-Billboard-Charts und Platz 84 der deutschen Albencharts.

## Singles
Bereits am 4. September wurde Devil’s Angel von AFM Records als limitierte 7’’-Single veröffentlicht. Die Erstpressung war auf 500 Exemplare limitiert. Als B-Seite wurde eine alternative Version von Satan verwendet, die lediglich Klavier und Gesang beinhaltete. Am 23. Oktober erschien eine auf 1.000 Stück limitierte Zweitpressung in lila Vinyl.
1. Devils Angels – 2:41
2. Satan – 4:20